# Hubert Schmundt

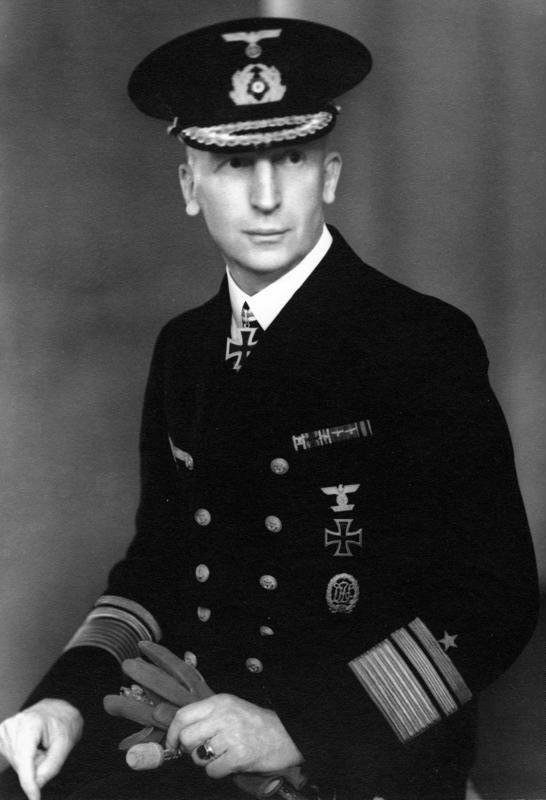
Hubert Schmundt

Hubert Schmundt (* 19 de septiembre de 1888 en Schweidnitz; † 17 de octubre de 1984 en Bad Soden am Taunus, Hesse) fue un marino alemán que llegó al grado de almirante en la Segunda Guerra Mundial.

## Vida
Schmundt ingresó el 1 de abril de 1908 en la Marina Imperial y comenzó su formación militar en el crucero-corbeta SMS Charlotte. Después de estudiar en la Escuela Naval, en la que ascendió a alférez de fragata el 10 de abril de 1909, fue destinado a la Escuadra de Asia Oriental. A bordo del crucero protegido SMS Scharnhorst le llegó el ascenso al empleo intermedio de Leutnant zur See y a su regreso a Alemania el 21 de septiembre de 1912 le destinaron como oficial de compañía a la 1.ª División de Marinería y al año siguiente fue trasladado a la 5.ª Semiflotilla de Torpederos.
Al estallar la Primera Guerra Mundial fue destinado como oficial de guardia al torpedero S 165, donde el 19 de septiembre de 1914 ascendió a alférez de navío. Del 16 de noviembre de 1915 al 15 de enero de 1916 fue enviado para adiestrarse al buque escuela de torpedos SMS Württemberg y luego enviado a la 3.ª Flotilla de Torpederos como oficial de guardia del S 53. El 2 de septiembre de 1917 asumió el mando del torpedero V 71 y el cargo de ayudante del jefe de la Flotilla. El 28 de abril de 1918 ascendió a teniente de navío y con ese empleo fue admitido tras la guerra en la Reichsmarine.
Schmundt fue destinado como comandante del torpedero S 18 y ayudante del jefe de la 1.ª Flotilla de Torpederos en Swinemünde. El 26 de septiembre de 1922 fue destinado por un año como segundo oficial de estado mayor del Comandante de las Fuerzas Navales del Báltico, pasando luego por breve tiempo a la Comandancia de Fuerzas Navales del Mar del Norte y desde el 15 de octubre de 1923 al estado mayor de la Flota, de donde pasó del 13 de diciembre de 1924 al 29 de septiembre de 1927 a la 2.ª Semiflotilla de Torpederos, donde el 1 de abril de 1927 ascendió a capitán de corbeta. Después estuvo 20 meses como primer oficial de estado mayor del Comandante de Fuerzas Navales del Báltico y el 4 de junio de 1929 fue destinado al Ministerio de Defensa en Berlín. En él estuvo Schmundt hasta el 26 de septiembre de 1929 como ayudante de Marina del ministro Wilhelm Groener. Relevado como el ministro el 30 de mayo de 1932 al caer el gobierno de Heinrich Brüning, quedó a disposición del jefe de la Flota, en la que desde el 28 de septiembre pasó a ser primer oficial de estado mayor. Ascendió a capitán de fragata el 1 de octubre de 1932 y el 25 de septiembre de 1934 fue destinado como comandante del crucero ligero Königsberg, una semana antes de su ascenso a capitán de navío (1 de octubre). El 26 de septiembre de 1935 se le asignó a la unidad de entrenamiento de la tripulación del crucero ligero Nürnberg, del que fue comandante tras su alistamiento el 1 de noviembre de 1935 y hsata el 13 de octubre de 1936. Después fue comandante de la Academia Naval Mürwik de Flensburgo-Mürwik, recibiendo el 1 de abril de 1938 el empleo de contraalmirante.
El 22 de agosto de 1939, a punto de comenzar la Segunda Guerra Mundial, Schmundt llegó como jefe de Estado Mayor a la Estación Naval del Báltico, de donde pasó el 6 de noviembre como Inspector de Enseñanza Naval, también en Kiel. Durante la Operación Weserübung, Schmundt fue del 1 de abril al 31 de julio de 1940 Comandante del Tercer Grupo de Buques de Guerra, cuya misión era ocupar Bergen. Terminada la operación, fue nombrado Comandante de Cruceros y en ese cargo ascendió a vicealmirante el 1 de septiembre de 1940. Durante un año desde el 15 de octubre de 1941 ejerció Schmundt el cargo de Almirante del Mar del Norte, recibiendo el ascenso a almirante el 1 de abril de 1942 y el 31 de agosto siguiente el destino como jefe del Departamento de Armamento Naval dentro del Mando Supremo de la Armada (OKM). Desde el 9 de marzo de 1943 fue comandante de las unidades de la Armada en el Báltico, con el cargo de Almirante al Mando, también tras el cambio de denominación de su puesto por el de Mando Supremo Este de la Armada. Scmundt quedó desde el 1 de marzo de 1944 a disposición del Comandante Supremo de la Kriegsmarine y fue jubilado el 31 de mayo de 1944.
El 8 de mayo de 1945, Schmundt fue hecho prisionero de guerra por los británicos, que lo pusieron en libertad en marzo de 1947.

## Condecoraciones
- Cruz de Hierro (1914) de 2.ª y 1.ª clase[1]
- Cruz de Federico Augusto de 1.ª clase[1]
- Broche para la Cruz de Hierro de 2.ª y 1.ª clase
- Cruz de Caballero de la Cruz de Hierro el 14 de junio de 1940[2]
- Orden Finlandesa de la Cruz de la Libertad de 1.ª clase con espadas